# Timur Gajdar
Timur Arkadjevič Gajdar (Arhangelsk, 8. prosinca 1926. – Moskva, 23. prosinca 1999.) bio je sovjetski admiral, pisac i novinar.  
Gajdar je rođen u gradu Arhangelsk, bio je sin Arkadija Gajdara. Godine 1948. završio je pomorsku školu u Lenjingradu te potom fakultet novinarstva na vojno-političkoj akademiji Lenjin. Nakon što je završio fakultet služio je na podmornici u sastavu Baltičke flote i flote Pacifičkog oceana. Od 1957. godine radi kao novinar u nekoliko novinarskih agencija.
Gajdar umire u Moskvi 1999. godine.